# Д-144
Д-144 — четырехтактный дизельный двигатель воздушного охлаждения.

## Устанавливается
- трактора Т-40М, ЛТЗ-55, Т28Х4М;
- автопогрузчики 4014Д, 40811, 40261,
- 40271, 40816;
- катки дорожные ДУ-63-1, ДУ-93,
- ДУ-47Б, ДУ-94;
- асфальтоукладчики ДС-143, ДС-155;
- автобетоносмесители СБ-92-В1, СБ-172-1;
- компрессорные станции типа ЗИФ и ПКСД;
- сварочные агрегаты типа АДД;
- электростанции АД-16-Т400-1ВП,
- ЭД-16-Т400-1ВП;
- путевые машины ПРМ и МСШУ.
- используется, как агрегат питания на различных образцах военной техники.

## Технические характеристики
| Эксплуатационная мощность, кВт (л.с.)                                     | 44,1(60)                                | 36,8(50)                                | 27,23(37)                               |
| Номинальная частота вращения, об./мин.                                    | 2000                                    | 1800                                    | 1500                                    |
| Диаметр цилиндра и ход поршня, мм                                         | 105/120                                 | 105/120                                 | 105/120                                 |
| Число и расположение цилиндров                                            | 4р                                      | 4р                                      | 4р                                      |
| Рабочий объем цилиндров, л                                                | 4,15                                    | 4,15                                    | 4,15                                    |
| Максимальный крутящий момент, Нм (кгс.м)                                  | 221,4(22,57)                            | 204,8(20,9)                             | 192(19,7)                               |
| Номинальный коэффициент запаса крутящего момента, %                       | 15(-3,+10)                              | 15(-3,+10)                              | 15(-3,+10)                              |
| Удельный расход топлива, г/кВт.ч.(г/л.с.ч.) при эксплуатационной мощности | 242+7(178+5)                            | 241+7(177+5)                            | 239+7(176+5)                            |
| Относительный расход масла на угар от расхода топлива, %                  | 0,3-0,5                                 | 0,3-0,5                                 | 0,3-0,5                                 |
| Масса дизеля в состоянии поставки, сухого, кг                             | 375-390 (в зависимости от комплектации) | 375-390 (в зависимости от комплектации) | 375-390 (в зависимости от комплектации) |
| Габаритные размеры, мм. (длина,ширина, высота)                            | 919x741x848                             | 919x741x848                             | 919x741x848                             |